# Dichromadora parasimplex
Dichromadora parasimplex is een rondwormensoort uit de familie van de Chromadoridae. De wetenschappelijke naam van de soort is voor het eerst geldig gepubliceerd in 2002 door Daschchenko.